# Reinach AG
| AG ist das Kürzel für den Kanton Aargau in der Schweiz. Es wird verwendet, um Verwechslungen mit anderen Einträgen des Namens Reinach zu vermeiden. |

Reinach (schweizerdeutsch: ˈriːnəχ) ist eine Einwohnergemeinde im Schweizer Kanton Aargau. Sie gehört zum Bezirk Kulm, liegt im oberen Wynental und grenzt an den Kanton Luzern.

## Geographie
Das Dorf erstreckt sich über die gesamte Breite des trogförmigen Tals der Wyna und besitzt zwei historische Zentren, die knapp einen halben Kilometer auseinander liegen, das Oberdorf und das Unterdorf. Das Tal wird im Osten durch den Ischlag (651 m ü. M.) und im Nordosten durch den Homberg (788 m ü. M.) begrenzt. Zwischen diesen Hügeln erstreckt sich ein flacher Ausläufer des Wynentals in Richtung Seetal, der Übergang zwischen beiden Tälern ist maximal 562 Meter hoch. Am Fusse des Hombergs liegen die Ortsteile Eien (517 m ü. M.) und Holenweg (522 m ü. M.), am Berghang die Weiler Unterflügelberg (692 m ü. M.) und Oberflügelberg (757 m ü. M.). Westlich des Unterdorfes erhebt sich der bis zu 732 Meter hohe Bergwald-Hügel, ein Ausläufer des Stierenbergs. Die fünf Dörfer Reinach, Beinwil am See, Burg, Menziken und Pfeffikon sind zu einer zusammenhängenden Agglomeration mit rund 21'000 Einwohnern verschmolzen, die Grenzen zwischen den einst getrennten Siedlungen sind kaum mehr erkennbar.
Die Fläche des Gemeindegebiets beträgt 947 Hektaren, davon sind 262 Hektaren bewaldet und 280 Hektaren überbaut. Der höchste Punkt befindet sich auf 788 Metern auf dem Gipfel des Hombergs, der tiefste auf 511 Metern an der Wyna. Nachbargemeinden sind Leimbach und Zetzwil im Norden, Birrwil im Nordosten, Beinwil am See im Osten, Menziken im Süden, Rickenbach und Pfeffikon im Südwesten sowie Gontenschwil im Westen.

## Geschichte
Vereinzelte Funde zeugen von einer Besiedlung des oberen Wynentals während der Jungsteinzeit, der Bronzezeit und der Hallstattzeit. An der Strasse nach Beinwil kamen bei Ausgrabungen im Jahr 1900 die Überreste eines kleinen römischen Gebäudes sowie einige Ziegel und Keramikfragmente aus der zweiten Hälfte des 2. Jahrhunderts zum Vorschein. Die erste urkundliche Erwähnung von Rinacha erfolgte im Jahr 1036. Für den Ursprung des Ortsnamens existieren zwei Theorien: Einerseits könnte er vom spätlateinischen (praedium) Renniacum abstammen und «dem Rennius gehörendes Landgut» bedeuten. Andererseits ist auch eine Ableitung vom althochdeutschen Rinahu denkbar, was «beim Rin-Bach» bedeutet, wobei «Rin» darauf hindeutet, dass der Bach ein Zufluss des Rheins ist.
Im Mittelalter lag das Dorf im Herrschaftsbereich der Grafen von Lenzburg, ab 1173 in jenem der Grafen von Kyburg. Nachdem diese ausgestorben waren, übernahmen die Habsburger 1273 die Landesherrschaft und die Blutgerichtsbarkeit. Die niedere Gerichtsbarkeit war im Besitz der Herren von Reinach, die ihren Stammsitz in Burg hatten. Die Zehnten mussten an das Chorherrenstift Beromünster abgeliefert werden.

Luftansicht (1964)

1415 eroberten die Eidgenossen den Aargau. Reinach gehörte nun zum Untertanengebiet der Stadt Bern, dem so genannten Berner Aargau, und war der Hauptort eines Gerichtsbezirks im Amt Lenzburg. Bis zur Einführung der Reformation im Jahr 1528 war Reinach Teil der Pfarrei Pfeffikon und bildete danach eine eigene Pfarrei. Lange Zeit gehörte Menziken zur Gemeinde Reinach, wurde aber um 1580 zu einer eigenständigen Gemeinde erhoben. Ende des 16. Jahrhunderts erhielt Reinach das Marktrecht, noch heute finden jährlich vier grosse Warenmärkte statt. Im März 1798 nahmen die Franzosen die Schweiz ein, entmachteten die «Gnädigen Herren» von Bern und riefen die Helvetische Republik aus. Reinach gehört seither zum Kanton Aargau.
Die Industrie hielt schon früh Einzug. Im frühen 18. Jahrhundert etablierte sich die Textilindustrie; die Exporte gingen ins Elsass, in die Lombardei und nach Savoyen. Wegen des Wasserkraftmangels wurde die Textilindustrie um 1850 durch die Tabakindustrie verdrängt. Reinach und das obere Wynental, im Volksmund das «Stumpenland» genannt, entwickelten sich zum Zentrum der schweizerischen Zigarrenherstellung und erlangten internationale Bedeutung: Zwei wichtige Fabriken waren Hediger & Cie. sowie Hediger Söhne AG. Etwa zur gleichen Zeit begann der Aufschwung der Metallverarbeitungsindustrie. War Reinach zunächst vor allem für Kleiderbügel bekannt, so ging man später zur Herstellung von Drähten über.
Dieser Aufschwung wäre ohne den Bau neuer Verkehrswege nicht möglich gewesen. Am 23. Januar 1887 wurde die normalspurige Eisenbahnlinie Beinwil am See–Reinach eröffnet, eine Zweigstrecke der Seetalbahn. Am 1. Oktober 1906 folgte die Verlängerung nach Beromünster. Die schmalspurige Wynentalbahn ersetzte am 5. März 1904 den Postkutschenverkehr durch das Wynental zur Kantonshauptstadt Aarau; am 1. Mai desselben Jahres wurde der letzte Abschnitt nach Menziken in Betrieb genommen. Im Verlaufe des 20. Jahrhunderts hat sich die Bevölkerungszahl mehr als verdoppelt, und Reinach ist mit seinen Nachbardörfern zusammengewachsen. Auf zahlreichen Gebieten gibt es eine enge Zusammenarbeit mit den Nachbargemeinden Menziken und Pfeffikon.

## Sehenswürdigkeiten

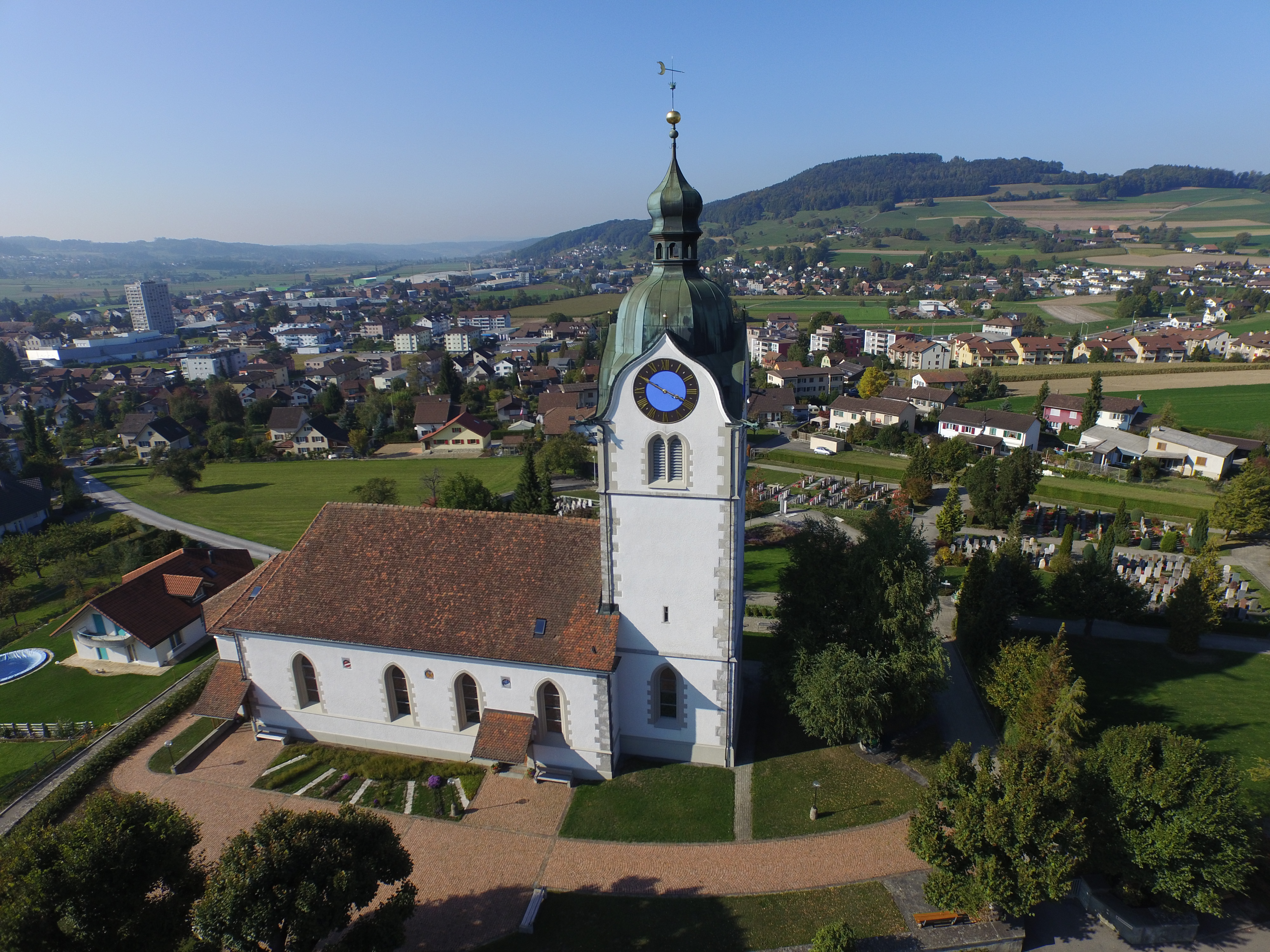
Die evangelisch-reformierte Kirche in Reinach

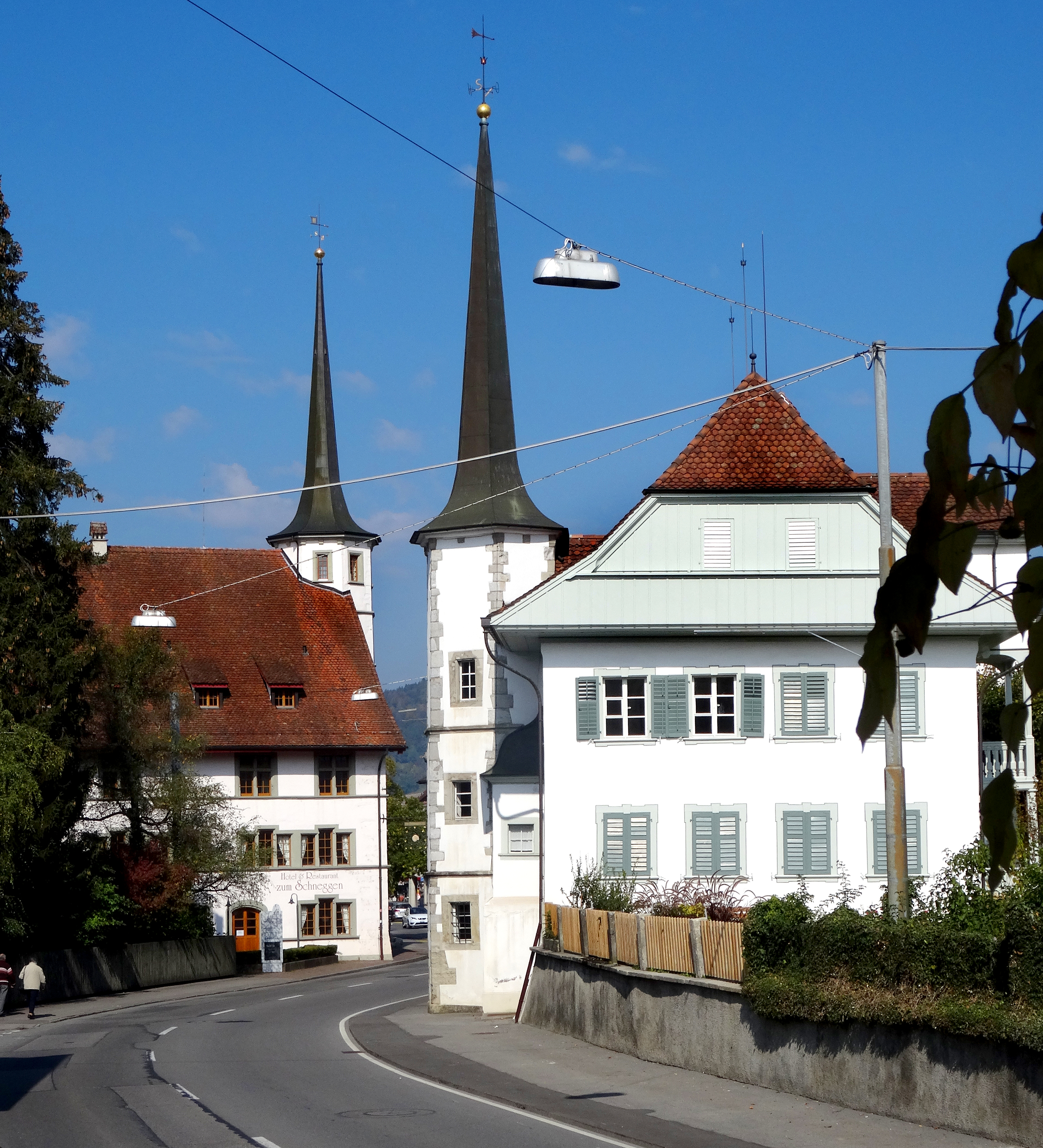
Haus zum Schneggen (links) und Museum Schneggli (rechts)

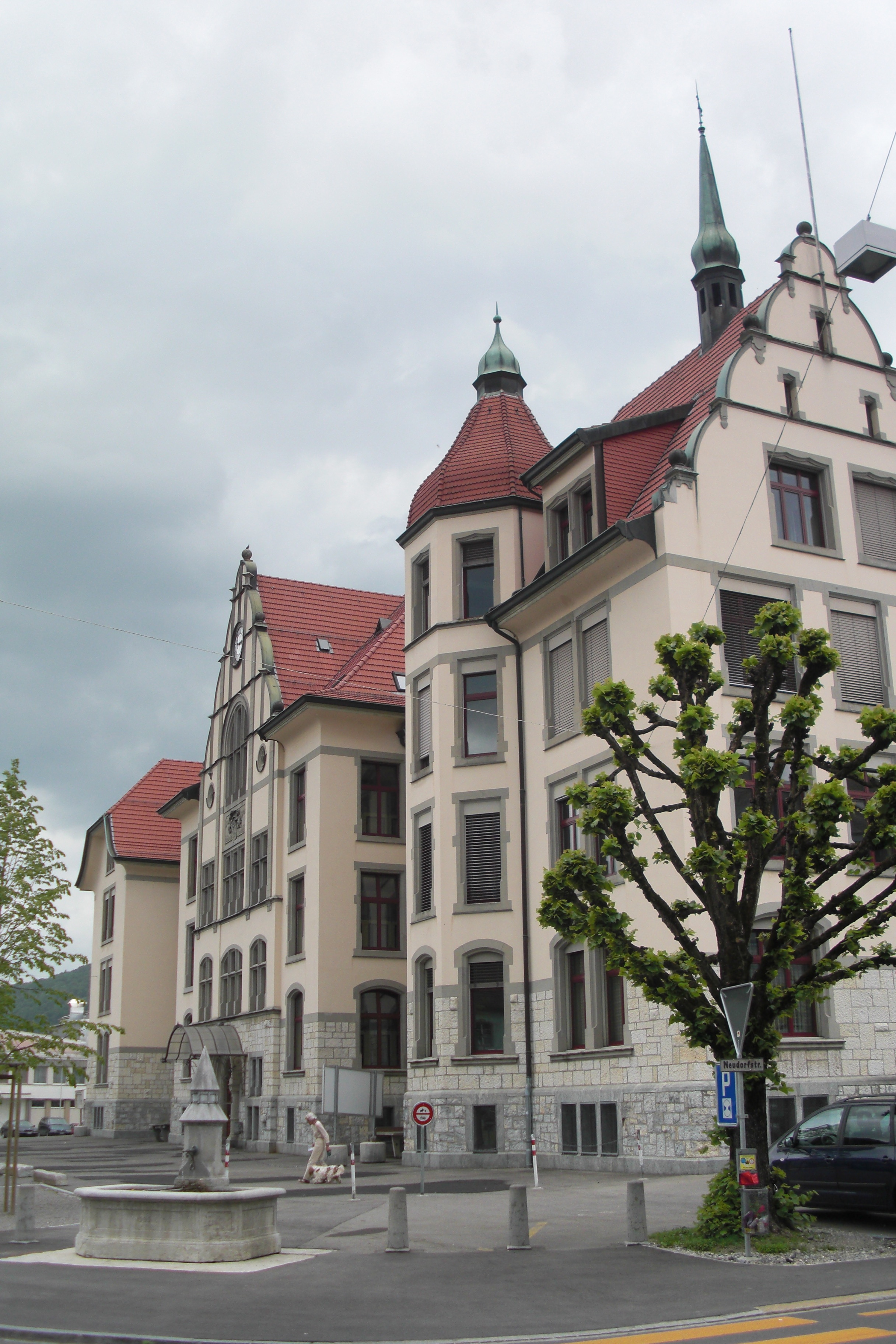
Centralschulhaus

Auf dem Kapf, der Anhöhe in Richtung Beinwil, steht die reformierte Kirche. Sie entstand 1529 und ist das erste Gotteshaus der Schweiz, das von Anfang an reformiert war. 1664 musste das Gebäude wegen drohender Einsturzgefahr ausgebessert werden, ausserdem erhöhte man damals den Kirchturm um ein Stockwerk. 1776 wurde das Kirchenschiff um etwa ein Drittel verlängert, 1904/05 kam eine polygonale Vorhalle hinzu.
Das «Haus zum Schneggen» wurde 1604/05 als Wohnsitz des Untervogts erbaut. An das dreistöckige Giebelhaus im spätgotischen Stil ist ein runder fünfstöckiger Treppenturm mit spitz zulaufendem Zeltdach angebaut. Schräg gegenüber befindet sich der «kleine Schneggen», die 1688 errichtete Mühle. Das Gebäude steht unter Denkmalschutz und ist ein Kulturgut von nationaler Bedeutung. Nach einem Brand im Jahr 1999 wurde es wieder aufgebaut und beherbergt seither das Museum Schneggli. Dieses befasst sich mit Geschichte, Kunst und Kultur der näheren Region.

## Wappen
Die Blasonierung des Gemeindewappens lautet: «In Gelb steigender roter Löwe mit blauem Kopf, rot gezungt.» Das Wappen entspricht jenem der Herren von Rinach, das erstmals im 14. Jahrhundert in der Wappenrolle von Zürich abgebildet ist. Während des 19. Jahrhunderts stand der Löwe auf einem Schrägbalken und hielt ein Zepter in der Hand, doch 1915 kehrte man zum historischen Wappen zurück.

## Bevölkerung
Die Einwohnerzahlen entwickelten sich wie folgt:
| Jahr      | 1764 | 1803 | 1850 | 1900 | 1930 | 1950 | 1960 | 1970 | 1980 | 1990 | 2000 | 2010 | 2020 | 2023 |
| Einwohner | 1261 | 1672 | 2846 | 3668 | 4394 | 4891 | 5174 | 5862 | 5696 | 6786 | 7258 | 7979 | 8874 | 9499 |

Am 31. Dezember 2024 lebten 9’750 Menschen in Reinach, der Ausländeranteil betrug 44,1 %. Bei der Volkszählung 2015 bezeichneten sich 27,3 % als römisch-katholisch und 24,5 % als reformiert; 48,2 % waren konfessionslos oder gehörten anderen Glaubensrichtungen an. 82,6 % gaben bei der Volkszählung 2000 Deutsch als ihre Hauptsprache an, 4,5 % Albanisch, 4,0 % Italienisch, 3,8 % Serbokroatisch, 2,1 % Türkisch und 0,6 % Spanisch.

## Politik und Recht
Die Versammlung der Stimmberechtigten, die Gemeindeversammlung, übt die Legislativgewalt aus. Ausführende Behörde ist der fünfköpfige Gemeinderat. Er wird im Majorzverfahren vom Volk gewählt, seine Amtsdauer beträgt vier Jahre. Der Gemeinderat führt und repräsentiert die Gemeinde. Dazu vollzieht er die Beschlüsse der Gemeindeversammlung und die Aufgaben, die ihm vom Kanton zugeteilt wurden. Für Rechtsstreitigkeiten ist in erster Instanz das Bezirksgericht Kulm zuständig. Reinach gehört zum Friedensrichterkreis IX (Unterkulm).

## Wirtschaft
In Reinach gibt es gemäss der im Jahr 2015 erhobenen Statistik der Unternehmensstruktur (STATENT) rund 3600 Arbeitsplätze, davon 1 % in der Landwirtschaft, 34 % in der Industrie und 65 % im Dienstleistungsbereich. Reinach bildet zusammen mit Menziken das wirtschaftliche Zentrum des südlichen Aargaus und weist daher viele Zupendler auf, auch aus den angrenzenden luzernischen Gebieten. Bedeutende Fabrikationsbetriebe sind das seit 1962 bestehende Aluminium-Walzwerk der Alu Menziken Gruppe (heute Teil von Montana Tech Components) sowie die seit 1842 bestehende Fischer Reinach. Weitere Industriezweige sind unter anderem die Werkzeugbaubranche, die Metallverarbeitung sowie die Herstellung von Geruchs- und Geschmacksstoffen (Frutarom). Reinach ist Sitz der Gesellschaft Schweiz-Russland.

## Verkehr

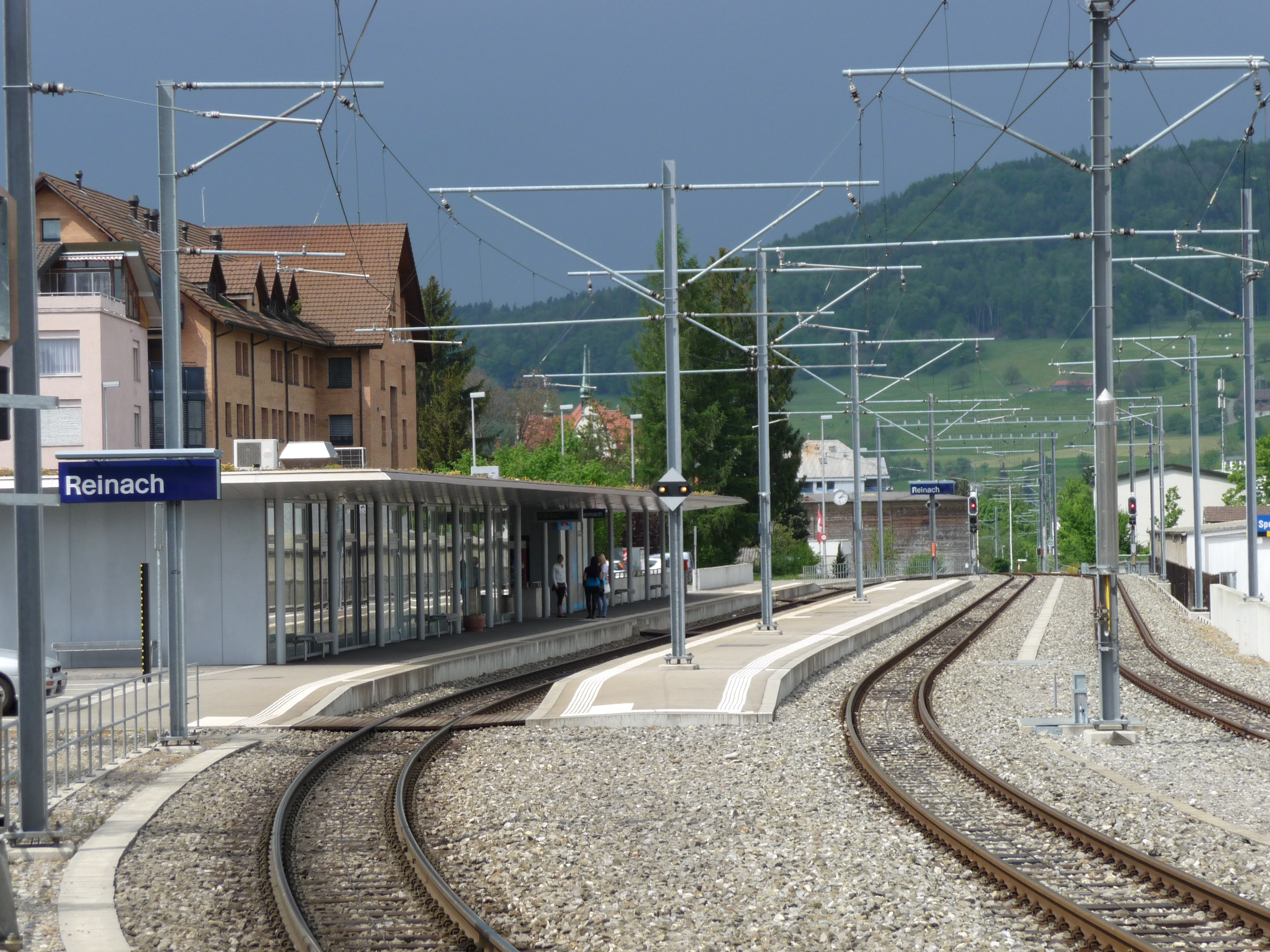
Bahnhof Reinach

Mitten durch das Dorf verläuft die Hauptstrasse 23 von Aarau über Beromünster nach Sursee. Von dieser zweigt die Kantonsstrasse 290 ins Seetal nach Beinwil am See ab. Die Kantonsstrasse 333 führt nach Gontenschwil. 

### Regionalverkehr
Reinach wird von der schmalspurigen Wynentalbahn (WSB) zwischen dem Bahnhof Aarau und Menziken erschlossen
- S 14 Menziken – Aarau – Schöftland (WSB)

Die WSB verkehrte ursprünglich mitten auf der stark befahrenen Hauptstrasse als Strassenbahn, teilweise im Gegenverkehr. Häufig kam es zu Unfällen mit erheblichem Sachschaden. Als 1991 auf der parallel verlaufenden, normalspurigen SBB-Linie Beinwil am See–Beromünster der Personenverkehr endete, folgte die Verlegung der WSB-Strecke auf das nun frei gewordene Trassee. Die Umspurungs- und Anpassungsarbeiten begannen 1999 nach der Einstellung des Güterverkehrs. Das neue Teilstück Reinach Nord–Menziken konnte am 15. Dezember 2002 eröffnet werden.

### Nahverkehr
Neben dem Bahnhof Reinach gibt es die Haltestellen Reinach Mitte und Reinach Nord. Zwei Postautolinien führen von Beinwil am See über Reinach nach Beromünster bzw. zum Bahnhof Sursee. An Wochenenden verkehrt ein Nachtbus von Aarau durch das Wynental nach Menziken sowie nach Hochdorf
- 398 Beinwil am See – Reinach Bahnhof – Menziken Bahnhof – Schwarzenbach LU – Beromünster
- 399 Beinwil am See – Reinach Bahnhof – Menziken Bahnhof – Burg AG – Rickenbach LU – Schenkon – Sursee Bahnhof
- N9 Bahnhof Luzern – Emmen – Waldibrücke Bahnhof – Inwil – Eschenbach LU – Ballwil – Hochdorf – Bahnhof Baldegg – Gelfingen – Hitzkirch – Altwis – Aesch LU – Mosen – Beinwil am See – Reinach Bahnhof
- N24 Aarau Bahnhof – Telli – Buchs AG – Suhr – Gränichen – Teufenthal – Unterkulm – Oberkulm – Gontenschwil – Reinach – Menziken

## Bildung
Die Gemeinde verfügt über sechs Kindergärten und fünf Schulhäuser, in denen sämtliche Stufen der obligatorischen Volksschule unterrichtet werden (Primarschule, Realschule, Sekundarschule und Bezirksschule).  Die nächstgelegene Kantonsschule (Gymnasium) ist die Kantonsschule Beromünster im sieben Kilometer entfernten Beromünster (Kanton Luzern). Viele Schüler bleiben jedoch im Kanton und besuchen eine der beiden Kantonsschulen in Aarau (AKSA und NKSA).

## Kultur

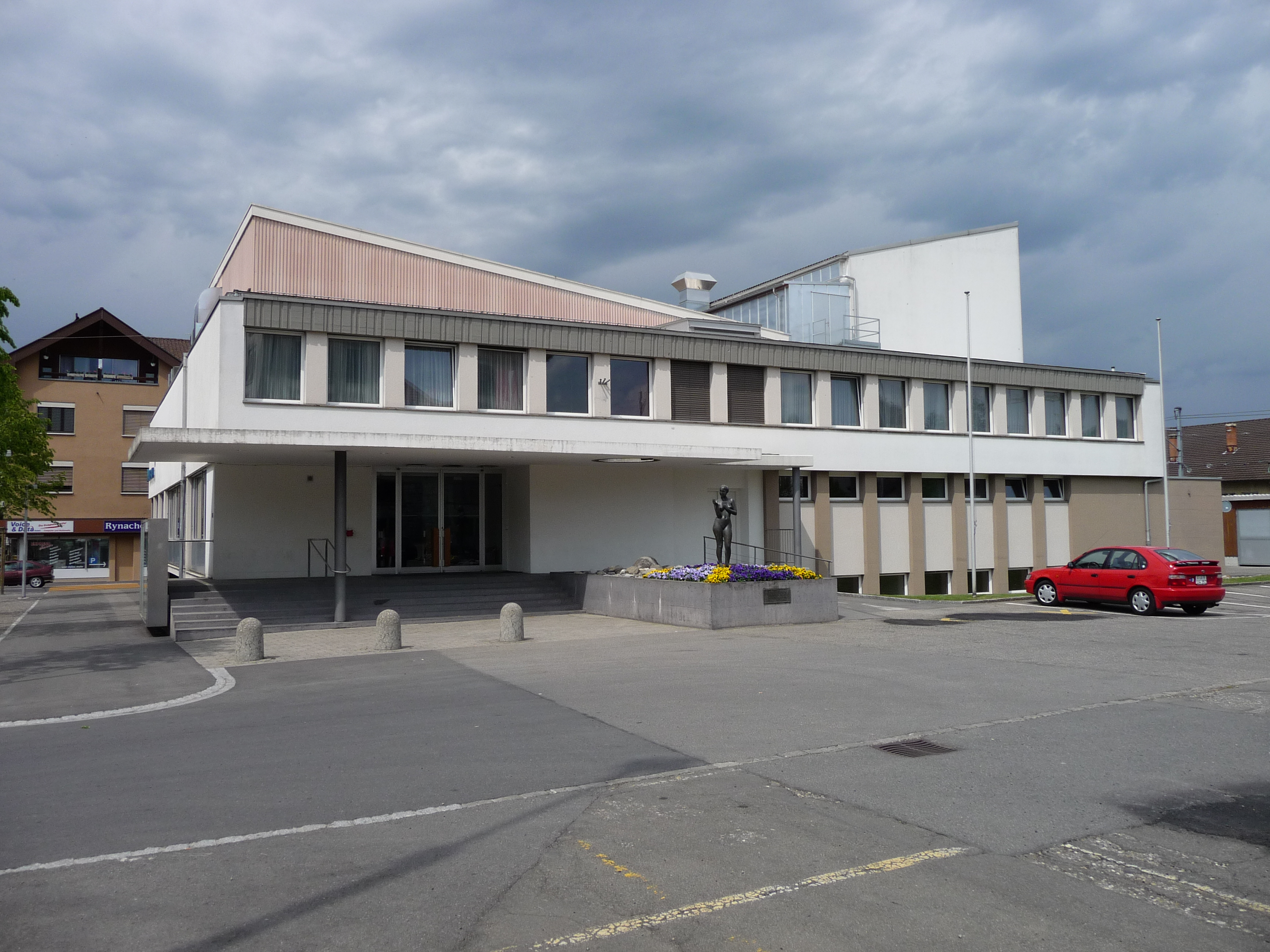
Saalbau

Der 1965 eröffnete Saalbau Reinach wurde in den späten 1960er und 1970er Jahren oft von Schauspieltruppen aus dem In- und Ausland als Aufführungs- und Probebühne genutzt. Neben den bekanntesten Schauspielern von damals wie Ruedi Walter, Margrit Rainer, Inigo Gallo, Ines Torelli, Paul Bühlmann, Jörg Schneider und Edi Huber sowie dem Kabarettisten Emil Steinberger, die hier regelmässig auftraten, war 1968, und zwar an ihrem 88. Geburtstag, auch Tilla Durieux mit dem Stück Ganze Tage in den Bäumen von Marguerite Duras zu Gast.
Überhaupt konnte man zu jener Zeit zahlreiche deutsche Schauspieler wochenlang im Dorf antreffen, weil sie im Saalbau probten, u. a. Inge Meysel, mehrmals auch Horst Tappert, der Die zwölf Geschworenen einstudierte, Reiner Schöne in Shakespeares Hamlet, Elke Sommer in Die Kaktusblüte, Helmuth Lohner und Peter Ehrlich in Das Mädl aus der Vorstadt von Johann Nestroy oder Götz George und Sonja Ziemann, die 1978 unter der Regie von Charles Regnier Die tätowierte Rose von Tennessee Williams inszenierten. Weitere Auftretende waren Monika Peitsch in Anna Christie von Eugene O’Neill, die Quizlegende Hans-Joachim Kulenkampff in Ein idealer Gatte von Oscar Wilde, Ruth Maria Kubitschek in Die bitteren Tränen der Petra von Kant von Rainer Werner Fassbinder, Günther Ungeheuer und Karin Hübner in Nach dem Sündenfall von Arthur Miller.
Ende 1972 logierte der Schriftsteller Friedrich Dürrenmatt rund zwei Monate lang im Hotel Bären und probte im Saalbau sein Stück Die Physiker, dessen Premiere am 8. Januar 1973 stattfand. Die Hauptrollen spielten Ruth Hellberg als Mathilde von Zahnd, Charles Regnier, Walter Fein und Dinah Hinz. Der Kunstmaler Kurt Hediger wohnte häufig den Proben bei und zeichnete sowohl den Autor als auch die Schauspieler.

## Sport
Bekannte Sportvereine aus Reinach sind der Orientierungslauf-Verein OLG Rymenzburg, der Fraueneishockeyverein SC Reinach sowie der in der höchsten Spielklasse spielende Unihockeyclub UHC Lok Reinach.

## Persönlichkeiten
- Adolf Fischer (1807–1893), Politiker
- Bertrand Vogt-Hediger (1857–1936), Industrieller und Politiker
- Theodor Fischer (1872–1925), Kaufmann, Zeichner, Maler, Schriftsteller und Erzähler
- Hans Hunziker (1874–1942), Unternehmer
- Irene Blumenstein-Steiner (1896–1984), Juristin und Professorin für Steuer- und Betreibungsrecht
- Willi Gautschi (1920–2004), Historiker
- Edgar Lüscher (1925–1990), Experimentalphysiker
- Oscar Vogt (1927–2014), Physiker und Industrieller
- Kurt Hediger (1932–2022), Kunstmaler
- Herbert Müller (1940–1981), Autorennfahrer
- Philipp Müller (* 1952), Politiker, 2012–2016 Parteipräsident der FDP Schweiz sowie Ständeratsmitglied des Kantons Aargau von 2015 bis 2019
- Niki Reiser (* 1958), Musiker und Filmkomponist
- Markus Hediger (* 1959), Schriftsteller und Übersetzer
- Vinzenz Hediger (* 1969), Filmwissenschafter, Sohn von Kurt Hediger
- Regula Hitz (* 1986), Snookerspielerin
- Cris Rellah (* 1982), Singer-Songwriter
- Jovian Hediger (* 1990), Skilangläufer, in Reinach geboren